# Tegal

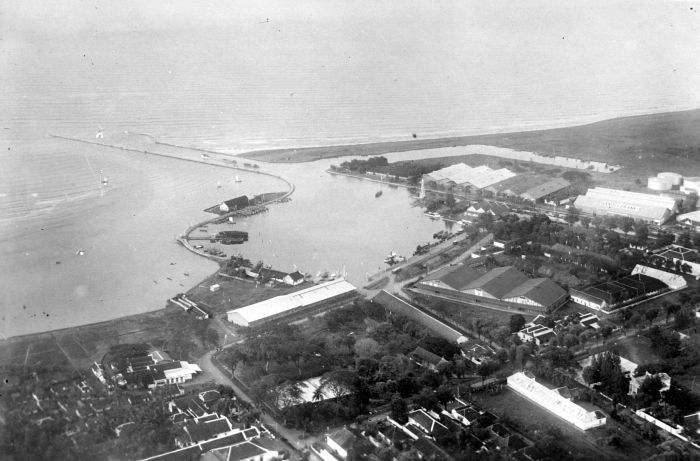
Blick auf die Javasee

Tegal ist eine autonome indonesische Stadt mit knapp 300.000 Einwohnern. Sie liegt an der Nordküste der Insel Java.

## Geographie
Als autonome Stadt (Kota) ist Tegal administrativ direkt der Provinz Zentraljava (Jawa Tengah) unterstellt und kein Teil eines Regierungsbezirks (Kabupaten). Tegal liegt im Nordwesten der Provinz, etwa 250 Kilometer östlich der Hauptstadt Jakarta. Bis zur Provinzhauptstadt Semarang sind es weitere 140 Kilometer in östlicher Richtung. 

### Lage
Kota Tegal ist von den sechs autonomen Munizipien der Provinz in Hinblick auf die Bevölkerung die viertgrößte und erstreckt sich zwischen 109°04′28″ und 109°09′41″ ö. L. sowie zwischen 6°50′21″ und 6°54′00″ s. Br. Als Nachbarn hat er im Westen den Regierungsbezirk Brebes und im Osten sowie Süden den Regierungsbezirk Tegal. Im Norden bildet die etwa acht Kilometer lange Küstenlinie zur Javasee eine natürliche Grenze.

## Verwaltungsgliederung
Die verwaltungstechnisch einer Provinz gleichgestellte Stadt wird administrativ in vier Kecamatan unterteilt, die zumeist nach Himmelsrichtungen benannt sind. Eine weitere Unterteilung erfolgt in 27 Kelurahan (Dörfer urbanen Charakters) mit 163 Rukun Warga (RW, Weiler) und 1.105 Rukun Tetangga (RT, Nachbarschaften)
| Code 1   | Kecamatan Distrikt | Ibu Kota Verwaltungssitz | Fläche (km²) | Einwohner Census 2010 2 | Volkszählung 2020 | Volkszählung 2020 | Volkszählung 2020 | Anzahl der Kelurahan 6 |
| Code 1   | Kecamatan Distrikt | Ibu Kota Verwaltungssitz | Fläche (km²) | Einwohner Census 2010 2 | Einwohner 3       | 0Dichte 40        | Sex Ratio 5       | Anzahl der Kelurahan 6 |
| -------- | ------------------ | ------------------------ | ------------ | ----------------------- | ----------------- | ----------------- | ----------------- | ---------------------- |
| 33.76.01 | Tegal Barat        | Kraton                   | 12,32        | 62.464                  | 66.924            | 101,1             | 5.432,1           | 7                      |
| 33.76.02 | Tegal Timur        | Kejambon                 | 7,25         | 74.106                  | 80.707            | 100,2             | 11.132,0          | 5                      |
| 33.76.03 | Tegal Selatan      | Bandung                  | 6,38         | 57.592                  | 67.207            | 103,3             | 10.534,0          | 8                      |
| 33.76.04 | Margadana          | Sumurpanggang000         | 13,29        | 45.437                  | 58.987            | 103,4             | 4.438,4           | 7                      |
| 33.76    | Kota Tegal         | Kota Tegal               | 39,24        | 239.599                 | 273.825           | 101,9             | 6.978,2           | 27                     |

## Demographie
Zur Volkszählung im September 2020 lebten in Kota Tegal 273.825 Menschen, davon 135.643 Frauen (49,54 %) und 138.132 Männer (50,46 %). Gegenüber dem letzten Census (2010) sank der Frauenanteil um 0,85 Prozent. 70,46 % (192.930) gehörten 2020 zur erwerbsfähigen Bevölkerung; 23,56 % waren Kinder und 5,98 % im Rentenalter (ab 65 Jahren).
Ende 2021 bekannten sich 96,61 Prozent der Einwohner zum Islam, Christen waren 2,89 % (5.139 ev.-luth. / 3.186 röm.-kath.), 0,43 % waren Buddhisten.

### Bevölkerungsentwicklung
| Datum          | Fläche (km²) | Einwohner  | Einwohner  | Einwohner  | Bevölke- rungsdichte (Einw. je km²) | Sex Ratio (Männer pro 100 Frauen) |
| Datum          | Fläche (km²) | 00Männer00 | 00Frauen00 | 00gesamt00 | Bevölke- rungsdichte (Einw. je km²) | Sex Ratio (Männer pro 100 Frauen) |
| -------------- | ------------ | ---------- | ---------- | ---------- | ----------------------------------- | --------------------------------- |
| 0031.12.202000 | 40,00        | 144.684    | 142.545    | 287.229    | 7181,00                             | 101,50                            |
| 30.06.2021     | 39,68        | 143705     | 141801     | 285.506    | 7.195,21                            | 101,34                            |
| 31.12.2021     | 39,07        | 145.396    | 142.749    | 288.145    | 7.375,10                            | 101,85                            |
| 30.06.2022     | 39,07        | 146.840    | 144.030    | 290.870    | 7.444,84                            | 101,95                            |

| SP/SUPAS   | 1971       | 1980       | 1990       | 1995       | 2000       | 2005       | 2010       | 2015       | 2020       |
| ---------- | ---------- | ---------- | ---------- | ---------- | ---------- | ---------- | ---------- | ---------- | ---------- |
| Kota Tegal | 105.752    | 131.728    | 229.713    | 289.744    | 236.900    | 238.676    | 239.599    | 245.995    | 273.825    |
| Anteil %   | 0,48 %     | 0,52 %     | 0,81 %     | 0,93 %     | 0,80 %     | 0,74 %     | 0,66 %     | 0,73 %     | 0,75 %     |
| Provinsi   | 21.877.081 | 25.372.889 | 28.521.692 | 31.223.258 | 29.653.266 | 32.382.657 | 36.516.035 | 33.753.023 | 36.742.501 |

- Bevölkerungsentwicklung der Kota Tegal von 1971 bis 2020
- Ergebnisse der Volkszählungen Nr. 3 bis 8 – Sensus Penduduk (SP)
- Ergebnisse von drei intercensalen Bevölkerungsübersichten (1995, 2005, 2015) – Survei Penduduk Antar Sensus (SUPAS)[7]

## Geschichte
Die Stadt ging aus einem Dorf mit dem Namen Tetegual hervor. Mitte des 16. Jahrhunderts kam das Gebiet unter die Herrschaft des Königreiches von Pajang und später dann der Niederländer in der Kolonie Niederländisch-Indien. In den 1920er Jahren war hier ein Zentrum der Kommunistischen Partei Indonesiens. 
Bis Mitte des 20. Jahrhunderts wurde im Umfeld der Stadt Zucker angebaut und im Hafen verschifft.

## Söhne und Töchter der Stadt
- Mien de Wolff (1911–1993), niederländische Bildhauerin, Keramikerin, Malerin und Zeichnerin
- Inge Tielman (1931–2015), niederländische Lyrikerin, Dramatikerin und Theatermanagerin
- Hariamanto Kartono (* 1954), Badmintonspieler
- Hadibowo (1958–2011), ehemaliger Badmintonspieler
- Simon Santoso (* 1985), ehemaliger Badmintonspieler